# Elrad
Elrad – Magazin für Elektronik und technische Rechneranwendung – war eine populäre Fachzeitschrift für Elektronik im Profi- und Hobbybereich. Sie erschien von November 1977 bis August 1998.

## Geschichte
Elrad erschien von November 1977 bis Juni 1997 im Heise Zeitschriften Verlag. Aus Elrad ging 1983 die Zeitschrift c’t hervor, die zunächst unter dem Titel computing today als Beilage zu Elrad erschienen war.
1992 war schon die Zeitschrift Der Elektroniker in Elrad aufgegangen.
Mitte 1997 wurde der Titel an die Bruchmann Verlag GmbH verkauft. Unter dem neuen Dach verzögerte sich zunächst die Auslieferung der ersten neuen Ausgabe und auch die inhaltliche Qualität ließ nach. Der Bruchmann-Verlag konnte die Zeitschrift nur bis August 1998 weiterführen und musste danach Konkurs anmelden.
Der Heise-Verlag hält die Domain elrad.de und seit 2001 auch einen Markeneintrag „ELRAD Magazin für Elektronik und technische Rechneranwendungen“.
Ende 2005 sind zwei DVDs mit dem Inhalt der Hefte 11/1977–06/1997 sowie zahlreicher Sonderhefte erschienen.